# فریمن، شهرستان لانگلاد، ویسکانسین
فریمن (به انگلیسی: Freeman) یک منطقهٔ مسکونی در ایالات متحده آمریکا است که در شهرستان لانگلاد، ویسکانسین واقع شده‌است. فریمن ۴۵۵٫۹۹ متر بالاتر از سطح دریا واقع شده‌است.